# El libro (canción)
«El libro» es el séptimo sencillo del álbum Dile al sol, de La Oreja de Van Gogh.

## Acerca de la canción
Es una canción de despedida que habla del fin de una relación a causa de una muerte por enfermedad terminal, y el único recuerdo que le queda a uno de ellos es un libro. En la segunda estrofa hay elementos líricos que evidencian que quien padece la enfermedad es la protagonista: "hoy presiento que el cielo viene a por mí/ viene fiero, no quiere vernos reír/ es un buitre que tengo que combatir". Fue una de las pocas canciones que se tocaron hasta el tour Lo que te conté mientras te hacías la dormida.

## Sencillo
Se realizó la versión comercial que incluía La estrella y la luna (próximo sencillo) y Qué puedo pedir. El sencillo no alcanzó altas ventas.

## Videoclip
El videoclip fue el último de este disco. Fue filmado, cuando el grupo se encontraba terminando la gira, y empezando con el segundo trabajo. Ellos comentaban que realizar el videoclip fue recordar los tiempos en los que tocaban en pequeños cafés de San Sebastián, puesto que el video cuenta la historia en uno.